# 김용수 (조선민주주의인민공화국의 정치인)
김용수(미상 ~ )는 조선민주주의인민공화국의 정치인이다. 전 중앙정무국 재정경리부 부장으로 조선로동당 중앙위원회 후보위원이다.

## 경력
조선로동당 중앙위원회 부부장을 거쳐 2016년 5월, 조선로동당 제7차 대회에서 조선로동당 중앙위원회 위원 겸 중앙정무국 재정경리부 부장에 임명되었다. 이후 재정경리부 부장에서 물러났다.